# Samuel Alito
Samuel Anthony Alito Jr. (Trenton, Nova Jérsei, 1 de abril de 1950) é um jurista estadunidense, juiz associado da Suprema Corte dos Estados Unidos. Considerado conservador, suas interpretações do Direito aproximam-no do juiz Antonin Scalia, também natural da cidade de Trenton, valendo-lhe a alcunha de Scalito, o herói dos conservadores.

## Biografia
Samuel Alito é filho de Samuel Alito sênior, um imigrante italiano chegado aos Estados Unidos em 1914, e de Rose Alito. Seu pai foi diretor dos serviços legislativos de Nova Jérsei entre 1952 e 1984. O jovem Samuel engajou-se no exército no fim da Guerra do Vietnã para pagar seus estudos na Universidade de Princeton, de onde sai diplomado com um "Bachelor of Arts" em 1972. Mais próxima de valores libertários, é em Princeton que o jovem Alito milita para o fim da discriminação de que os homossexuais são vítimas em busca de emprego.
Em seguida entra para a Escola de Direito da Universidade de Yale onde obtém o diploma de bacharel em direito (Juris Doctor) em 1975.
De 1981 a 1985 é assistente do procurador-geral (Solicitor General) Rex E. Lee e depois vice-assistente do ministro da Justiça (U.S. attorney general) Edwin Meese de 1985 a 1987.
Posteriormente, foi procurador-geral para o distrito de Nova Jérsei, até que em 30 de abril de 1990 assume seu posto como juiz na Corte de Apelo do terceiro distrito (Pensilvânia, Nova Jérsei e Delaware).
Samuel Alito é casado com a bibliotecária Martha-Ann Bomgardner desde 1985 e tem um casal de filhos, Philip e Laura. A família vive em West Caldwell, próximo a Newark.

## Nomeação em 2005
Assim que a juíza Sandra Day O'Connor anuncia sua demissão em julho de 2005, Alito foi visto como um dos favoritos para ser escolhido pelo presidente George W. Bush. O presidente decide finalmente de propor a candidatura de John Roberts e depois a de Harriet Miers aos senadores para o posto de juiz associado na Suprema Corte dos Estados Unidos.
Contestada no seio do próprio campo conservador do presidente, a candidatura de Miers é retirada em 27 de outubro de 2005.

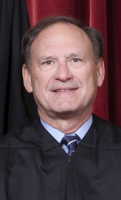
Samuel Alito, 2018

Em 31 de outubro de 2005, o presidente Bush nomeia Samuel Alito para a Suprema Corte dos Estados Unidos.
Durante sua carreira, Samuel Alito defendeu diversas posições que podem ser situadas num campo conservador:
- Em 1991 ele defende a constitucionalidade de uma lei que submete o aborto à obrigação da mulher de notificar sua escolha ao marido e à obrigação de uma autorização dos pais em caso de menores de idade.
- Em 1996 ele limita as possibilidades de julgamento do júri em casos de discriminação sexual. Três anos mais tarde, porém, ele aceitou a demanda de asilo de uma iraniana que alegava perseguição sexual.
- Em 1999 ele anula um regulamento que proibia policiais deixar a barba crescida por razões religiosas (somente por razões médicas)

O chefe da minoria democrata no Senado, Harry Reid, havia anunciado antes da nomeação oficial que a candidatura de Alito tinha "muitos problemas".
Alito é um católico praticante e com ele a Suprema Corte dos Estados Unidos passou a ter, pela primeira, vez cinco juízes católicos, dois protestantes e dois judeus. Tomando o lugar de O'Connor, Alito deixou apenas uma mulher, Ruth Bader Ginsburg, na Corte.
A nomeação foi ratificada pelo Senado norte-americano no dia 31 de janeiro de 2006 por 58 votos favoráveis (54 republicanos e quatro democratas) e 42 contrários (40 democratas, um republicano e um independente) e logo prestou juramento como "Justice" (juiz).